# Amanda Geving
Amanda Geving, née le 8 février 1989 à Largo, est une coureuse cycliste américaine, spécialiste du BMX.
Elle est notamment championne du monde de BMX cruiser juniors en 2006. Elle a également terminé à deux reprises dans les top 10 du classement général de la Coupe du monde de BMX en 2020 et 2012 et terminé troisième de la manche de Chula Vista en 2012. Elle arrête sa carrière à l'issue de la saison 2016.

## Palmarès en BMX

### Championnats du monde
- São Paulo 2006
  -  Championne du monde de BMX cruiser juniors
- Victoria 2007
  - 8e du BMX juniors
- Pietermaritzburg 2010
  - 9e du BMX
- Copenhague 2011
  - 7e du BMX

### Coupe du monde
- 2008 : 15e du classement général
- 2019 : 18e du classement général
- 2010 : 9e du classement général
- 2011 : 19e du classement général
- 2012 : 8e du classement général, un podium à Chula Vista
- 2016 : 21e du classement général